# Jineologia

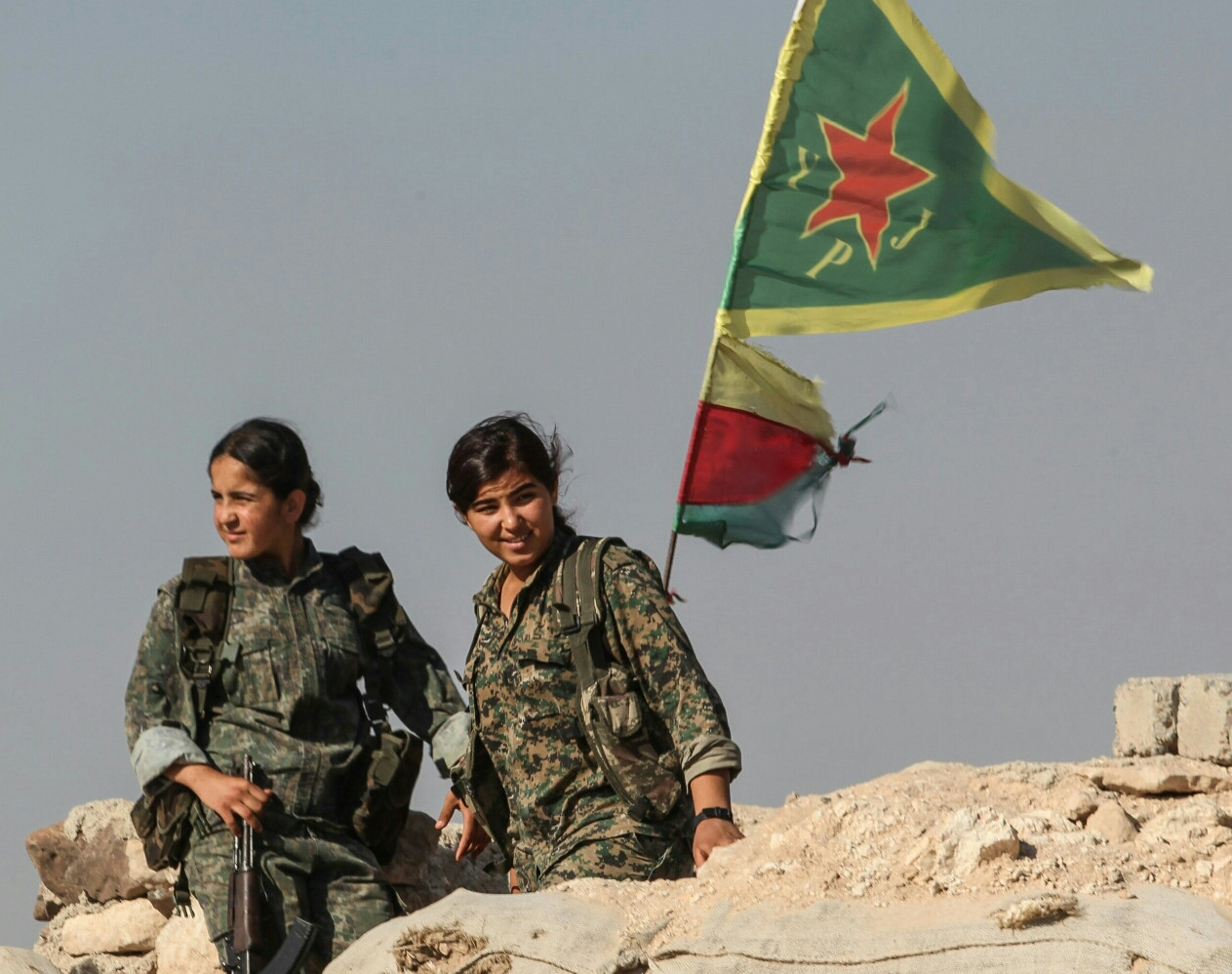
Militantes da YPJ com bandeira da organização ao fundo.

A jineologia (em curdo:  jineolojî, "ciência das mulheres"), também conhecida no ocidente como "feminismo curdo", é uma forma de luta pela libertação das mulheres, igualdade de gênero e revolução social proposta incialmente por Abdullah Öcalan, líder político curdo. Essa teoria e prática foi desenvolvida principalmente pelas mulheres do Partido dos Trabalhadores do Curdistão (Partiya Karkerên Kurdistanê, PKK) dentro do movimento de libertação curdo, a partir de uma geração liderada por Sakine Cansiz, cofundadora e uma das mais importantes figuras da história da organização.

## Descrição

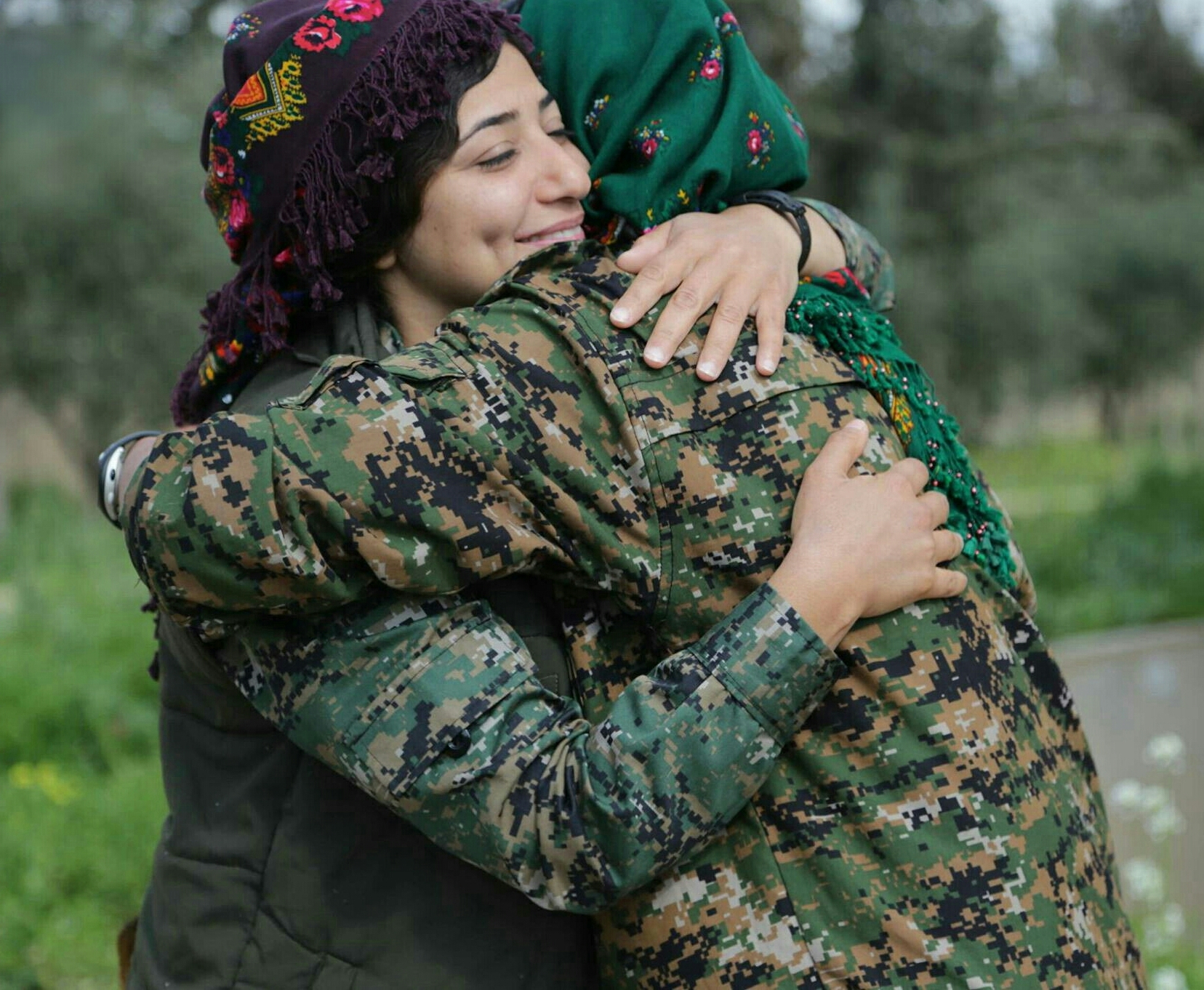
Duas militantes da YPJ se abraçam.

A libertação das mulheres é considerada como um dos grandes pilares do confederalismo democrático (semelhante ao municipalismo libertário de Murray Bookchin) projeto de luta e auto-organização do movimento curdo que defende, entre outras coisas, um modelo de sociedade que garanta às mulheres não apenas o direito de se organizar e gerenciar a si mesmas, como também desempenharem um papel fundamental e igual ao dos homens em todos os níveis da organização e tomada de decisão. Para isso, jineologia é ensinada em todas academias militares e políticas, escolas e faculdades administradas pelas organizações adeptas ao confederalismo democrático. De acordo com esta perspectiva, os homens devem passar por um processo permanente de educação, para, figurativamente, "matar o homem dominante" dentro de si. No confederalismo democrático, a liberdade e os direitos das mulheres são partes estratégicas da luta pela liberdade e democracia no Curdistão como um todo.

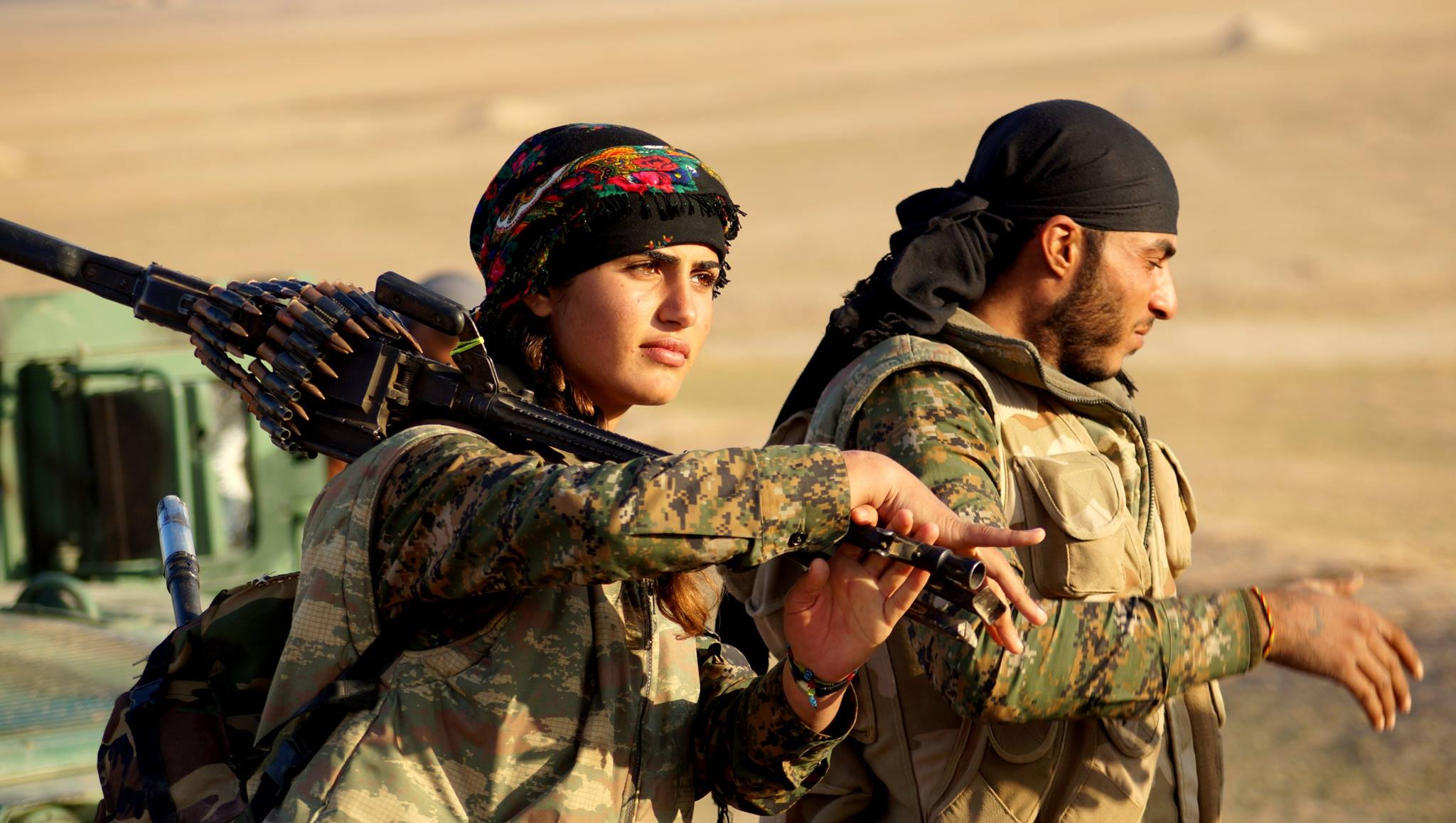
Asia Ramazan Antar, famosa militante curda e combatente do YPJ

Um dos exemplos práticos de organização autônoma das mulheres curdas são as Unidades de Proteção das Mulheres (Yekîneyên Parastina Jin, YPJ) do Curdistão sírio, que tem destacada participação na Guerra Civil Síria. Outro, são os "centros de mulheres", instituições em Rojava onde mulheres recebem suporte contra violência, aprendem novas ocupações, são inseridas em cooperativas de trabalho e recebem educação política. Estes centros, têm um papel destacado na estratégia revolucionária, sendo uma das primeiras instituições a serem estabelecidas em um local sob domínio recente dos confederalistas curdos. Além disso, nas organizações confederalistas democráticas, metade dos postos de liderança e coordenação devem ser preenchidos por mulheres.

## A Jineologia e Feminismo Ocidental
Apesar de defender a luta pela emancipação social e das mulheres, assim como de varias similaridades entre ambos, a jineologia faz críticas ao "feminismo ocidental", principalmente pela ineficácia em um enraizamento nas bases da sociedade. Até por isso, a jineologia não se auto-denomina como "feminismo". Embora não o rejeite, a jineologia entende-se como algo que pode andar ao lado dos movimentos feministas, mas que têm diferenças epistemológicas e pragmáticas.